# Gare de Buix
La gare de Buix est une halte ferroviaire suisse de la ligne de Delémont à Delle. Elle est située à côté du passage à niveau, à environ 50 mètres, dans le sud, du hameau de Grandgourt sur le territoire de Courtemaîche, ancienne commune, intégrée à Basse-Allaine, dans le canton du Jura.

## Situation ferroviaire
Établie à 386 mètres d'altitude, la halte de Buix est située au point kilométrique (PK) 121,45 de la ligne de Delémont à Delle, entre les gares de Grandgourt et de Boncourt.

## Service des voyageurs

### Accueil
Halte SBB CFF FFS, c'est un point d'arrêt non géré (PANG). Elle dispose d'un petit bâtiment d'attente et d'un quai surélevé avec un éclairage.

### Desserte
Buix est desservie par des trains régionaux de la relation Delémont, ou Bienne - Belfort - Montbéliard TGV, ou Delle.

### Intermodalité
Elle dispose d'emplacements aménagés pour les vélos.